# Стефанія К'єппа
Стефанія К'єппа (італ. Stefania Chieppa; нар. 5 квітня 1983) — колишня італійська тенісистка.
Найвищу одиночну позицію світового рейтингу — 359 місце досягла 10 липня 2006, парну — 204 місце — 9 липня 2007 року.
Здобула 2 одиночні та 15 парних титулів туру ITF.

## Фінали ITF
| турніри $50,000 |
| турніри $25,000 |
| турніри $10,000 |

### Одиночний розряд: 10 (2–8)
| Результат | Ранг | Дата     | Турнір                         | Покриття | Суперниця              | Рахунок          |
| --------- | ---- | -------- | ------------------------------ | -------- | ---------------------- | ---------------- |
| Поразка   | 1.   | Лис 2004 | ITF Рим, Італія                | Ґрунт    | Сандра Заглавова       | 7–5, 2–6, 3–6    |
| Перемога  | 1.   | Лип 2005 | ITF Гечо, Іспанія              | Ґрунт    | Магалі де Латтре       | 6–1, 6–3         |
| Поразка   | 2.   | Лип 2005 | ITF Звевегем, Бельгія          | Ґрунт    | Петра Цетковська       | 4–6, 2–6         |
| Поразка   | 3.   | Бер 2006 | ITF Рим, Італія                | Ґрунт    | Дарія Юрак             | 6–3, 1–6, 6–7(5) |
| Поразка   | 4.   | Тра 2006 | ITF Казале-Монферрато, Італія  | Ґрунт    | Анастасія Павлюченкова | 6–3, 3–6, 4–6    |
| Поразка   | 5.   | Жов 2006 | ITF Кастель-Гандольфо, Італія  | Ґрунт    | Марія Белен Корбалан   | 3–6, 6–4, 4–6    |
| Перемога  | 2.   | Жов 2006 | ITF Сеттімо-Сан-П'єтро, Італія | Ґрунт    | Корінна Дентоні        | 6–2, 6–3         |
| Поразка   | 6.   | Тра 2008 | ITF Горіція, Італія            | Ґрунт    | Ліза Сабіно            | 1–6, 0–6         |
| Поразка   | 7.   | Жов 2009 | ITF Сеттімо-Сан-П'єтро, Італія | Ґрунт    | Еліза Бальзамо         | 4–6, 1–6         |
| Поразка   | 8.   | Вер 2011 | ITF Санремо, Італія            | Ґрунт    | Кароліна Піллот        | 3–6, 3–6         |

### Парний розряд: 36 (15–21)
| Результат | Ранг | Дата              | Турнір                           | Покриття | Партнерка              | Суперниці                              | Рахунок             |
| --------- | ---- | ----------------- | -------------------------------- | -------- | ---------------------- | -------------------------------------- | ------------------- |
| Поразка   | 1.   | 27 вересня 1998   | ITF Лечче, Італія                | Ґрунт    | Джулія Казоні          | Катя Альтілія Штефані Гайднер          | 0–6, 2–6            |
| Поразка   | 2.   | 9 вересня 2002    | ITF Кунео, Італія                | Ґрунт    | Євгенія Савранська     | Орелі Веді Карла Мраз                  | 6–2, 3–6, 2–6       |
| Поразка   | 3.   | 20 жовтня 2002    | ITF Беневенто, Італія            | Тверде   | Емілі Стеллато         | Аліція Росольська Алексія Вірджилі     | 4–6, 4–6            |
| Поразка   | 4.   | 16 травня 2004    | ITF Казале-Монферрато, Італія    | Ґрунт    | Мартіна Бабакова       | Ірина Смірнова Валентіна Сульпіціо     | 3–6, 6–3, 3–6       |
| Перемога  | 1.   | 22 серпня 2004    | ITF Єзі, Італія                  | Ґрунт    | Валентіна Сульпіціо    | Ларісса Карвальйо Елена В'янелло       | 6–3, 7–5            |
| Перемога  | 2.   | 24 жовтня 2004    | ITF Сеттімо-Сан-П'єтро, Італія   | Ґрунт    | Сільвія Монтеро        | Раффаелла Бінді Сандра Заглавова       | 7–6(5), 3–6, 6–2    |
| Перемога  | 3.   | 7 листопада 2004  | ITF Рим, Італія                  | Ґрунт    | Ніколе Клеріко         | Валентіна Сульпіці Сандра Заглавова    | 3–6, 6–4, 6–2       |
| Поразка   | 5.   | 20 березня 2005   | ITF Рим, Італія                  | Ґрунт    | Раффаелла Бінді        | Валентіна Сульпіціо Сандра Заглавова   | 5–7, 4–6            |
| Поразка   | 6.   | 18 квітня 2005    | ITF Барі, Італія                 | Ґрунт    | Роміна Опранді         | Мервана Югич-Салкич Штефані Гайднер    | 3–6, 6–7(3)         |
| Поразка   | 7.   | 16 жовтня 2005    | ITF Кастель-Гандольфо, Італія    | Ґрунт    | Ніколе Клеріко         | Альона Боярчик Олександра Караваєва    | 2–6, 2–6            |
| Поразка   | 8.   | 25 березня 2006   | ITF Parioli, Італія              | Ґрунт    | Валентіна Сульпіціо    | Магдалена Кіщиньська Сімона Матей      | 2–6, 3–6            |
| Перемога  | 4.   | 21 жовтня 2006    | ITF Сеттімо-Сан-П'єтро, Італія   | Ґрунт    | Ліза Тоньєтті          | Аліче Балдуччі Еліза Саліс             | 6–2, 0–6, 6–0       |
| Перемога  | 5.   | 11 листопада 2006 | ITF Майорка, Іспанія             | Ґрунт    | Марія Белен Корбалан   | Аня Прислан Тіна Обреж                 | 6–4, 6–7(3), 6–0    |
| Перемога  | 6.   | 18 лютого 2007    | ITF Майорка, Іспанія             | Ґрунт    | Валентіна Сульпіціо    | Фернанда Ерменежилду Фабіана Мак       | 5–7, 6–3, 6–4       |
| Перемога  | 7.   | 30 березня 2007   | ITF Фоджа, Італія                | Ґрунт    | Джулія Гатто-Монтіконе | Ліза Сабіно Штефані Гайднер            | 6–1, 6–3            |
| Перемога  | 8.   | 27 травня 2007    | ITF Горіція, Італія              | Ґрунт    | Джулія Габба           | Денізе Маскеріні Аня Прислан           | 6–3, 6–0            |
| Поразка   | 9.   | 2 червня 2007     | ITF Галатіна, Італія             | Ґрунт    | Дар'я Кустова          | Ева Грдінова Марі-Ев Пеллетьє          | 1–6, 6–7(4)         |
| Перемога  | 9.   | 8 червня 2007     | ITF Градо, Італія                | Ґрунт    | Дар'я Кустова          | Ана Веселинович Крістіна Вілер         | 7–5, 6–3            |
| Поразка   | 10.  | 10 вересня 2007   | ITF Казале-Монферрато, Італія    | Ґрунт    | Джулія Гатто-Монтіконе | Емілі Баке Саманта Шеффель             | 2–6, 2–6            |
| Перемога  | 10.  | 5 жовтня 2007     | ITF Кастель-Гандольфо, Італія    | Ґрунт    | Джулія Гатто-Монтіконе | Штефані Гайднер Амра Садікович         | 2–3 ret.            |
| Поразка   | 11.  | 19 жовтня 2007    | ITF Сеттімо-Сан-П'єтро, Італія   | Ґрунт    | Валентіна Сассі        | Анна Флоріс Валентіна Сульпіціо        | 1–6, 4–6            |
| Поразка   | 12.  | 16 березня 2008   | ITF Рим, Італія                  | Ґрунт    | Валентіна Сульпіціо    | Йоана Іван Ксенія Мілевська            | 3–6, 6–7(5)         |
| Поразка   | 13.  | 5 квітня 2008     | ITF Чивітавекк'я, Італія         | Ґрунт    | Дар'я Кустова          | Хорхеліна Краверо Бетіна Хосамі        | 6–4, 3–6, [6–10]    |
| Поразка   | 14.  | 21 червня 2008    | ITF Турин, Італія                | Ґрунт    | Джулія Гатто-Монтіконе | Тетяна Капшай Олександра Разумова      | 7–6(4), 2–6, [8–10] |
| Перемога  | 11.  | 2 серпня 2008     | ITF Гардоне-Валь-Тромпія, Італія | Ґрунт    | Марія Белен Корбалан   | Елізабет Абанда Емма Оніла             | 6–3, 6–2            |
| Поразка   | 15.  | 15 серпня 2008    | ITF Пезаро, Італія               | Ґрунт    | Джулія Гатто-Монтіконе | Бенедетта Давато Ліза Сабіно           | 2–6, 6–7(5)         |
| Поразка   | 16.  | 13 вересня 2008   | ITF Чіампіно, Італія             | Ґрунт    | Ліза Сабіно            | Клаудія Джовіне Регіна Куликова        | 4–6, 6–4, [7–10]    |
| Поразка   | 17.  | 27 вересня 2008   | ITF Лечче, Італія                | Ґрунт    | Джулія Габба           | Міхаела Похабова Клаудія Бочова        | 4–6, 1–6            |
| Перемога  | 12.  | 16 травня 2009    | ITF Казерта, Італія              | Ґрунт    | Джулія Гатто-Монтіконе | Мартіна ді Джузеппе Андрея Вейдяну     | 6–1, 6–4            |
| Поразка   | 18.  | 17 липня 2009     | ITF Рим, Італія                  | Ґрунт    | Еліза Бальзамо         | Марія Ірігоєн Теодора Мирчич           | 5–7, 2–6            |
| Перемога  | 13.  | 1 серпня 2009     | ITF Гардоне-Валь-Тромпія, Італія | Ґрунт    | Клаудія Джовіне        | Стефанія Фадабіні Анна Ремондіна       | 4–6, 6–2, [12–10]   |
| Поразка   | 19.  | 29 серпня 2009    | ITF Ареццо, Італія               | Ґрунт    | Валентіна Сульпіціо    | Джулія Гатто-Монтіконе Федеріка Кверча | 3–6, 6–4, [2–10]    |
| Поразка   | 20.  | 4 жовтня 2009     | ITF Чіампіно, Італія             | Ґрунт    | Валентіна Сульпіціо    | Сандра Мартинович Марина Шамайко       | 6–7(4), 4–6         |
| Перемога  | 14.  | 26 березня 2010   | ITF Помеція, Італія              | Ґрунт    | Ліана Унгур            | Андрея Вейдяну Еріка Занкетта          | 7–6(3), 4–6, [10–7] |
| Перемога  | 15.  | 22 травня 2010    | ITF Риволі, Італія               | Ґрунт    | Валентіна Сульпіціо    | Стефанія Фадабіні Алісе Мороні         | 7–6(1), 6–1         |
| Поразка   | 21.  | 2 жовтня 2010     | ITF Чіампіно, Італія             | Ґрунт    | Мартина Гледачева      | Валентіна Сульпіціо Дьяна Енаке        | 4–6, 4–6            |